# Silvia Incardona
Silvia Incardona (* 27. September 1968 in Saarlouis) ist eine Moderatorin für die Bereiche Magazin, Talk, Event, Show, Nachrichten, Sport, Reisen und Natur.
Silvia Incardona moderierte bereits während ihrer Schulzeit ein Jugendmagazin bei dem deutsch-französischen Radiosender Radio Electron RVN in Creutzwald. Diese Leidenschaft führte die Halbsizilianerin auch während ihres Studiums der Betriebswirtschaft/Marketing bei den Radiosendern Radio RPR in Ludwigshafen und SR 1 Europawelle Saar beim Saarländischen Rundfunk in Saarbrücken fort. 
1997 wechselte Silvia Incardona zum Fernsehen und arbeitete in verschiedenen Redaktionen bei ProSieben, dem ZDF und der ARD. In den Jahren 1999 und 2000 moderierte sie live das Vorabendprogramm im Ersten beim Saarländischen Rundfunk, 2001 bis 2004 reiste sie für Kabel 1 um die Welt und präsentierte in „Abenteuer Ferne“ faszinierende und aufregende Winkel dieser Erde. „Abenteuer Ferne“ war 2011 auf sixx und ist aktuell 2014 auf Sat.1 GOLD zu sehen. In den Jahren 2003 und 2004 moderierte sie zudem das Format „Abenteuer Natur“ für Kabel 1. 2003 machte sie einen Ausflug in die Welt der Frühaufsteher bei „Weck Up“ für Sat.1 und moderierte „CinemaxX TV“ bei ProSieben. Sie moderierte fürs DSF die Boxgala „Knock Out Live“ und für Premiere die Sendung „The race is on“. Das ehemals tägliche Boulevardmagazin „SAM“ auf ProSieben moderierte Silvia Incardona live im Wechsel mit Kolleginnen von 2003 bis zur Einstellung der Sendung Ende 2009. 
Im Internet führte sie für den FC Bayern München Interviews mit Spielern und Funktionären in „FC Bayern TV“, war für „Audi TV“ als Moderatorin tätig und moderierte 2011 börsentäglich Nachrichten für „FinanceTV“. Seit 2010 ist sie gelegentlich als Reporterin für die Fernsehsendung „Galileo“ auf ProSieben im Einsatz. Darüber hinaus moderiert sie Firmenevents, Galas, Tagungen und Messen und steht auch für Werbespots als Darstellerin vor der Kamera. Für namhafte Versicherungen und Banken führt sie Vorstandsinterviews und moderiert Tagungen.
2014 ist Silvia Incardona als Reporterin für die Satire-Nachrichtensendung „Postillon24 – Wir berichten, bevor wir recherchieren“ im Einsatz.
Das TV-Format der viel beachteten und mehrfach preisgekrönten Website „Der Postillon“ läuft seit dem 25. April 2014 im NDR.